# Åsa Ottosson
Åsa Ottosson född 28 februari 1960, är en svensk författare och journalist.
Ottosson har skrivit ett tjugotal böcker om resor i Sverige, natur och hälsa, de flesta tillsammans med maken Mats Ottosson. Paret har också  skrivit texter till flera av fotografen Roine Magnussons böcker, bland annat den Augustprisnominerade Nära fåglar.

### Fotoböcker
Tillsammans med fotograf Roine Magnusson och Mats Ottosson
- 2011 – Kor - en kärlekshistoria, Votum förlag, ISBN 978-91-85957-13-2
- 2013 – Lugn av naturen, Votum förlag, ISBN 9789187283031
- 2014 – Till Träden, Votum förlag,  ISBN 978-91-87283-10-9
- 2015 – Stora Karlsö - Bilder från ett paradis, Votum förlag, ISBN 978-91-87283-57-4
- 2017 – Nära Fåglar, Bonnier fakta, ISBN 978-91-74246-45-2

## Priser och utmärkelser
- 2005 – Årets Pandabok (barnboksklassen)
- 2023 – Pandabok (vuxenklassen)